# 26 de julho nos Jogos Olímpicos de Verão de 2012
26 de julho de 2012 nos Jogos Olímpicos de Verão de 2012 foi o segundo dia de competições. Somente foram disputadas partidas do futebol masculino.

## Esportes
- Futebol

## Destaques do dia

### Futebol
Grupo A
- UAE 1–2 URU

De volta ao Jogos Olímpicos, a Seleção Uruguaia venceu de virada os Emirados Árabes Unidos. Ismail Matar abriu o placar para os árabes. Gaston Ramírez e Nicolás Lodeiro marcaram para os uruguaios.
- GBR 1–1 SEN

Os anfitriões britânicos estrearam no torneio com um empate diante do Senegal. O galês Craig Bellamy abriu o placar para a seleção da casa. Papa Moussa Konaté empatou para os senegaleses.
Grupo B
- MEX 0–0 KOR
- GAB 1–1 SUI

Grupo C
- BLR 1–0 NZL
- BRA 3–2 EGY

A Seleção Olímpica Brasileira estreou com vitória sobre o Egito. Rafael, Leandro Damião e Neymar marcaram para a equipe brasileira. Mohamed Aboutrika e Mohamed Salah descontaram para os egípcios.
Grupo D
- HON 2–2 MAR
- ESP 0–1 JPN

Cotados como uma das equipes favoritas ao ouro olímpico, a Espanha estreou com derrota diante do Japão. Yuki Otsu, marcou o único gol da partida.